# مولي كرامر
مولي كرامر (بالألمانية: Molly Cramer)‏ هي رسامة ألمانية، ولدت في 25 يونيو 1852 في هامبورغ في ألمانيا، وتوفي بنفس المكان في 18 يناير 1936.